# Midtjylland
 Der er for få eller ingen kildehenvisninger i denne artikel, hvilket er et problem. Du kan hjælpe ved at angive troværdige kilder til de påstande, som fremføres i artiklen.
 Denne artikel bør gennemlæses af en person med fagkendskab for at sikre den faglige korrekthed.

Midtjylland er et ikke nærmere afgrænset område i det indre af Jylland, omkring og vest for den jyske højderyg. Det varierer hvad man regner med til Midtjylland, men som regel omfatter det Herning, Ikast, Brande, Bjerringbro, Viborg, Skive og oftest Silkeborg i øst, somme tider også yderpunkter som Grindsted, Billund og Give i syd, og Holstebro i nordvest. Midtjylland overlapper i stort omfang med Vestjylland, en mindre del med Østjylland, og udkanterne evt. med Nordvestjylland og Sydjylland.
Begrebet er af nyere dato, da man for nogle få årtier siden hellere delte Jylland op i det traditionelle Øst- og Vestjylland (foruden Nordjylland og Sønderjylland).
Dog er begrebet blevet brugt i og omkring Viborg, for at viborgenserne kunne differentiere sig fra befolkningerne mod øst og vest.
Størstedelen af det som i dag kaldes Midtjylland er egentlig det traditionelle vestjyske kultur- og dialektområde, hvor indbyggerne er vestjyder, således Herning, Skive, Ikast og Brande. Derimod indgår Silkeborg og de andre egne øst for det jyske vandskel, der omtrent følger hovedvej 13, traditionelt i det østjyske kulturområde.
En ny betydning af Midtjylland er hele området mellem Nordjylland og Sydjylland, svarende nogenlunde til Region Midtjylland.
56°12′11″N 9°13′15″Ø / 56.203°N 9.2207°Ø